# Bernardo de Rojas y Sandoval
Bernardo de Rojas y Sandoval (ur. 20 kwietnia 1546 w Aranda de Duero, zm. 7 grudnia 1618 w Madrycie) – hiszpański kardynał.

## Życiorys
Urodził się 20 kwietnia 1546 roku w Aranda de Duero, jako syn Hernanda de Rojas y Sandovala i Maríi de Chacón de Guevary. Studiował na Universidad de Alcalá i Uniwersytecie w Salamance, uzyskując dyplomy ze sztuk pięknych i teologii. Został kanonikiem kapituły, a następnie archidiakonem w Sewilli. 8 stycznia 1586 roku został wybrany biskupem Ciudad Rodrigo, a 20 kwietnia przyjął sakrę. Dwa lata później został przeniesiony do diecezji Pampeluny, a w 1596 – do Jaénu. 3 marca 1599 roku został kreowany kardynałem prezbiterem i otrzymał kościół tytularny Sant’Anastasia. Jednocześnie został arcybiskupem Toledo. Był doradcą królewskim, a także członkiem inkwizycji. Zmarł 7 grudnia 1618 roku w Madrycie.